# Convention de New York sur l'arbitrage
Pour les articles homonymes, voir Convention de New York.
La Convention pour la reconnaissance et l'exécution des sentences arbitrales étrangères signée à New York le 10 juin 1958 (la « Convention de New York »), est entrée en vigueur le 7 juin 1959, avec pour objectif de :
- Donner plein effet aux conventions d’arbitrage (article II(3)). Pour cela, la Convention oblige les juridictions des États contractants, saisies d’un litige entrant dans le champ d’application d’une convention d’arbitrage, à renvoyer les parties à l’arbitrage ;
- Permettre la reconnaissance et l’exécution de sentences arbitrales étrangères dans les États contractants (articles III, IV, V, VI et VII). Sont considérées comme « étrangères » les sentences n’ayant pas été rendues sur le territoire de l’État où leur exécution est demandée. La Convention s’applique également à la reconnaissance et l’exécution des sentences « non nationales » ; c’est-à-dire aux sentences ayant été rendues sur le territoire de l’État où leur exécution est demandée, mais que la loi de cet État qualifie « d’étrangères », notamment en présence d’un facteur d’extranéité (article I(1)).

Une des principales avancées de la Convention est l’abandon de la condition de double exequatur qui imposait de faire reconnaître la sentence arbitrale dans le pays sur le territoire duquel elle a été rendue avant de pouvoir l’exécuter à l’étranger.
Le texte officiel de la Convention est disponible en anglais, arabe, chinois, espagnol, français et russe (article XVI).

## Aspects historiques
La Cour Internationale d’Arbitrage de la Chambre Internationale de Commerce (ou « CCI ») a rédigé un avant-projet de Convention sur la reconnaissance et l’exécution des sentences arbitrales internationales (« The Preliminary Draft Convention »), qu’elle a présenté en 1953 au Conseil économique et social des Nations unies (ECOSOC). L’avant-projet de la CCI visait la reconnaissance et l’exécution des sentences arbitrales « internationales ». En 1955, l’ECOSOC a repris le projet et y a apporté des modifications en le rendant applicable aux sentences arbitrales « étrangères ».
Par sa résolution 604 (XXI) adoptée le 3 mai 1956, l’ECOSOC a décidé de convoquer une conférence de plénipotentiaires chargée d’adopter une convention sur la reconnaissance et l’exécution des sentences arbitrales étrangères.
La Conférence s’est tenue du 20 mai au 10 juin 1958 à New York au siège des Nations unies. Ouverte à la signature à New York le 10 juin 1958 et jusqu’au 31 décembre 1958, la « Convention pour la reconnaissance et l'exécution des sentences arbitrales étrangères » a été signée par vingt-quatre États. Elle est entrée en vigueur le 7 juin 1959.
L’article VII(2) de la Convention dispose que :
« Le Protocole de Genève de 1923 relatif aux clauses d’arbitrage et la Convention de Genève de 1927 pour l’exécution des sentences arbitrales étrangères cesseront de produire leurs effets entre les États contractants du jour, et dans la mesure, où ceux-ci deviendront liés par la présente Convention ».
Les travaux préparatoires de la Convention peuvent être consultés sur le site de la Commission des Nations unies pour le droit commercial international (ou « CNUDCI »).

## Aspects pratiques

### Champ d’application de la Convention
En vertu de l’article I(1) : « La présente Convention s’applique à la reconnaissance et à l’exécution des sentences arbitrales rendues sur le territoire d’un État autre que celui où la reconnaissance et l’exécution des sentences sont demandées, et issues de différends entre personnes physiques ou morales. Elle s’applique également aux sentences arbitrales qui ne sont pas considérées comme sentences nationales dans l’État où leur reconnaissance et leur exécution sont demandées ».
Par ailleurs, l’article I(2) dispose que : « On entend par ‘sentences arbitrales’ non seulement les sentences rendues par des arbitres nommés pour des cas déterminés, mais également celles qui sont rendues par des organes d’arbitrage permanents auxquels les parties se sont soumises ».

### Devenir partie à la Convention
La Convention de New York compte 156 États Contractants au 19 juin 2015. Depuis 2014, la Convention compte sept nouveaux États contractants : le Burundi (2014), le Bhoutan (2014), le Guyana (2014), la République démocratique du Congo (2014), l’Etat de Palestine (2015), l’Union des Comores (2015) et Andorre (2015).
Les processus de signature, d’adhésion et de ratification de la Convention sont régis par les articles VIII et IX. Peut devenir un État contractant tout État membre de l’Organisation des Nations unies et tout État membre d’une institution spécialisée des Nations unies ou partie au Statut de la Cour Internationale de Justice, ou qui aura été invité par l’Assemblée générale des Nations unies.
L’État doit déposer un instrument d’adhésion auprès du Secrétaire de l’Organisation des Nations unies, ou ratifier la Convention et déposer les instruments de ratification auprès de ce dernier.
L’application territoriale de la Convention est régie par l’article X. Tout État peut, au moment de son adhésion ou de sa ratification, déterminer et/ou modifier l’étendue de l’application de la Convention sur son territoire selon les modalités prévues aux articles X(2) et X(3).
L’article XIII donne la possibilité à un État partie de dénoncer la Convention selon certaines modalités.

### Possibilité d'émettre des réserves
En vertu de l’article I(3), la Convention permet aux États Contractants de faire deux types de réserves : une réserve de réciprocité et une réserve de commercialité :
- En choisissant de faire une réserve de réciprocité, un État Contractant admet que la Convention ne s’appliquera qu’à la reconnaissance et l’exécution de sentences rendues dans un autre État contractant. Dès lors qu’un État contractant ne fait pas de réserve de réciprocité, il accepte de reconnaître et d’exécuter des sentences arbitrales étrangères, qu’elles aient été rendues dans un État contractant ou non. En pratique, il est nécessaire de déterminer (i) l’État où la sentence arbitrale a été rendue et (ii) si cet État est partie à la Convention. La nationalité des parties à l’arbitrage ne sera pas prise en compte. Un État contractant pourra toujours accorder la reconnaissance et l’exécution d’une sentence rendue dans un État non contractant sur le fondement d’autres règles que la Convention de New York.

- La réserve de commercialité permet à un État contractant de « déclarer qu’il appliquera la Convention uniquement aux différends issus de rapports de droit, contractuels ou non contractuels, qui sont considérés comme commerciaux par sa loi nationale ».

### Principales dispositions de la Convention

#### Article II ou la convention d’arbitrage
L’article II(1) impose aux États contractants de reconnaître la convention d’arbitrage par laquelle les parties s’obligent à soumettre à un arbitrage leurs différends « ou certains des différends qui se sont élevés ou pourraient s’élever entre elles au sujet d’un rapport de droit déterminé, contractuel ou non contractuel, portant sur une question susceptible d’être réglée par voie d’arbitrage ».
En vertu de l’article II(2), la convention d’arbitrage doit être écrite. Il peut s’agir d’une « clause compromissoire insérée dans un contrat, ou un compromis, signés par les parties ou contenus dans un échange de lettres ou de télégrammes ». Dans sa Recommandation adoptée en 2006 relative à l’interprétation du paragraphe 2 de l’article II et du paragraphe 1 de l’article VII de la Convention de New York, la CNUDCI recommande « qu’on applique le paragraphe 2 de l’article II de la Convention pour la reconnaissance et l’exécution des sentences arbitrales étrangères conclue à New York, le 10 juin 1958, en reconnaissant que les cas s’y trouvant décrits ne sont pas exhaustifs ».
La Convention donne plein effet aux conventions d’arbitrage en application de l’article II(3) aux termes duquel : « Le tribunal d’un État contractant, saisi d’un litige sur une question au sujet de laquelle les parties ont conclu une convention au sens du présent article, renverra les parties à l’arbitrage, à la demande de l’une d’elles, à moins qu’il ne constate que ladite convention est caduque, inopérante ou non susceptible d’être appliquée ».

#### Articles III et IV ou les modalités procédurales de reconnaissance et d’exécution d’une sentence arbitrale étrangère
Conformément à l’article III, la reconnaissance et l’exécution d’une sentence arbitrale étrangère dans le pays dans laquelle elle est invoquée sont régies « conformément aux règles de procédure suivies dans le territoire où la sentence est invoquée ». De plus, « [i]l ne sera pas imposé, pour la reconnaissance ou l’exécution des sentences arbitrale auxquelles s’applique la présente Convention, de conditions sensiblement plus rigoureuses, ni de frais de justice sensiblement plus élevés, que ceux qui sont imposés pour la reconnaissance ou l’exécution des sentence arbitrales nationales ». 
Une partie souhaitant obtenir la reconnaissance et l’exécution d’une sentence arbitrale dans un État doit en faire la demande auprès des juridictions de ce dernier et fournir : (i) « l’original dûment authentifié de la sentence ou une copie de cet original réunissant les conditions requises pour son authenticité » (article IV(2)(a)) ; (ii) « l’original de la convention visée à l’article II, ou une copie réunissant les conditions requises pour son authenticité » (article IV(2)(b)) et (iii) une traduction certifiée de la sentence et/ou de la convention dans la langue officielle du pays où la sentence est invoquée, « si ladite sentence ou ladite convention n’est pas rédigée dans une langue officielle du pays où la sentence est invoquée » (article IV(2)).

#### Articles V et VI ou les cas de refus de reconnaissance et d’exécution d’une sentence arbitrale étrangère
La partie contre laquelle sont invoquées la reconnaissance et/ou l’exécution d’une sentence arbitrale peut, sur requête, demander à l’autorité compétente du pays où la reconnaissance et/ou l’exécution sont demandées, de refuser cette demande. Pour cela, elle doit apporter une des preuves énumérées à l’article V(1) : 
« (a) Que les parties à la convention visée à l’article II étaient, en vertu de la loi à elles applicable, frappées d’une incapacité, ou que ladite convention n’est pas valable en vertu de la loi à laquelle les parties l’ont subordonnée ou, à défaut d’une indication à cet égard, en vertu de la loi du pays où la sentence a été rendue ; ou
(b) Que la partie contre laquelle la sentence est invoquée n’a pas été dûment informée de la désignation de l’arbitre ou de la procédure d’arbitrage, ou qu’il lui a été impossible, pour une autre raison, de faire valoir ses moyens ; ou
(c) Que la sentence porte sur un différend non visé dans le compromis ou n’entrant pas dans les prévisions de la clause compromissoire ou qu’elle contient des décisions qui dépassent les termes du compromis ou de la clause compromissoire, toutefois, si les dispositions de la sentence qui ont trait à des questions soumises à l’arbitrage peuvent être dissociées de celles qui ont trait à des questions non soumises à l’arbitrage, les premières pourront être reconnues et exécutées ; ou
(d) Que la constitution du tribunal arbitral ou la procédure d’arbitrage n’a pas été conforme à la convention des parties, ou, à défaut de convention, qu’elle n’a pas été conforme à la loi du pays où l’arbitrage a eu lieu ; ou
(e) Que la sentence n’est pas encore devenue obligatoire pour les parties ou a été annulée ou suspendue par une autorité compétente du pays dans lequel, ou d’après la loi duquel, la sentence a été rendue ».
En vertu de l’article VI, une partie peut demander l’annulation ou la suspension de cette exécution auprès de l’autorité compétente du pays dans lequel, ou d’après la loi duquel, la sentence a été rendue. Entre-temps, si l’autre partie tente de faire exécuter cette décision à l’étranger, l’autorité devant qui la sentence est invoquée peut, si elle l’estime approprié, (i) surseoir à statuer sur l’exécution de la sentence, et/ou (ii) à la requête de la partie qui demande l’exécution de la sentence, ordonner à l’autre partie de fournir des sûretés convenables.

#### Article VII ou clauses de compatibilité et du droit le plus favorable[8]
L’article VII(1) prévoit que « Les dispositions de la présente Convention ne portent pas atteinte à la validité des accords multilatéraux ou bilatéraux conclus par les États contractants en matière de reconnaissance et d’exécution de sentences arbitrales et ne privent aucune partie intéressée du droit qu’elle pourrait avoir de se prévaloir d’une sentence arbitrale de la manière et dans la mesure admises par la législation ou les traités du pays où la sentence est invoquée ».
Dès lors que les dispositions de droit commun de l’État dans lequel l’exécution est demandée ou d’un autre instrument international liant cet État sont plus favorables à l’exécution de la sentence que les dispositions de la Convention, la partie demandant l’exécution peut le faire sur le fondement de ces dispositions. Cette clause est souvent appelée « la clause du droit le plus favorable ».

### Application de la Convention par les États contractants
Depuis son adoption en 1958, des milliers de décisions de justice ont interprété et appliqué la Convention de New York dans les États contractants. Afin d’éliminer ou de limiter l’effet des discordances juridiques dans l’interprétation et l’application de la Convention de New York, de nombreux ouvrages et études ont été publiés depuis une trentaine d’années.
La CCI a publié en 2008 un guide des règles nationales de procédure pour la reconnaissance et l'exécution des sentences arbitrales, qui a été actualisé en 2012. On y trouve, pays par pays, les règles procédurales de reconnaissance et d’exécution des sentences arbitrales étrangères.
À sa 41e session en 2008, la CNUDCI a demandé à son Secrétariat d’étudier la possibilité d’élaborer un guide sur la Convention de New York afin de promouvoir une interprétation et une application uniformes du texte de façon à éviter les incertitudes liées à une mise en œuvre imparfaite ou partielle et à réduire le risque de voir la pratique des États s’écarter de l’esprit de la Convention. Lors des 44e et 45e sessions de la CNUDCI en 2011 et 2012, le Secrétariat a informé la Commission qu’elle poursuivait le projet d’élaboration d’un guide sur la Convention, en étroite coopération avec les Professeurs Emmanuel Gaillard (Professeur Agrégé des Facultés de droit, Emmanuel Gaillard enseigne le droit de l’arbitrage international à la Faculté de droit de Yale) et George Bermann (Faculté de droit de l’Université de Columbia).
Dans ce contexte, le site newyorkconvention1958.org a été créé en 2012 afin de mettre à la disposition du public les informations recueillies lors de l’élaboration du guide sur la Convention de New York. Ce site met gratuitement à la disposition du public plus d’un millier de fiches de jurisprudence concernant une quarantaine de pays (dont le nombre est en augmentation constante) – que ce soit une copie de la décision en langue originale ou un résumé de l’affaire – avec plus de 1000 décisions en langues originales, 800 résumés et une centaine de traductions en langue anglaise. En juillet 2013, le Chapitre du Guide sur l’article VII de la Convention de New York a été présenté à l’Assemblée Générale de la CNUDCI à Vienne puis mis en ligne sur le site newyorkconvention1958.org. En juillet 2015, le site met à disposition une bibliographie de plus de 750 références relative à l’application de la Convention de New York ainsi que des liens hypertextes vers les publications disponibles sur internet.